# سامانه موقعیت‌یابی فضاهای داخلی
یک سیستم مکان یابی فضای داخلی (آی پی اس) شبکه ای است از دستگاه‌ها که در جاهایی مانند درون ساختمان‌های چند طبقه، فرودگاه‌ها، کوچه‌ها، گاراژهای پارک کردن خودرو و مکانهای زیر زمین که جی پی اس یا دیگر تکنولوژی‌های مکان یابی دقت کافی ندارند یا به کلی فاقد هر نوع تشخیص هستند، بکار می‌رود.
تکنولوژی‌ها و دستگاه‌های گوناگونی برای موقعیت یابی فضاهای داخلی از قبیل دستگاهای پیکربندی مجدد مانند تلفن‌های هوشمند، وای فای و آنتن‌های بلوتوث، دوربین‌های دیجیتال و زمان‌سنج‌ها با هدف ساخت نصبیجاتی مجهز به تقویت کننده‌ها و ایستگاه‌های هشدار دهنده در یک مکان تعریف شده بکار می‌روند. چراغ‌ها، امواج رادیویی، میدان‌های مغناطیسی، سیگنال‌های آکوستیک و تحلیل‌های رفتاری، همگی در شبکه‌های آی پی اس بکار می‌روند. آی پی اس می‌تواند دو سانتی‌متر از فضای خارجی را به‌طور دقیق شناسایی می‌کند. آی پی اس از پوزیشن‌های مختلف مانند نقاط دستیابی وای فای/لای فای، ایستگاه‌های هدایت بلوتوث یا ایستگاه‌های هدایت باند فوق عریض، موقعیت یاب‌های مغناطیسی و راهبری کور استفاده می‌کند. آنها یا به‌طور فعال دستگاه‌های موبایل (متحرک) و مشخصات را مکان یابی می‌کنند یا مکان فراگیری یا محتوای محیطی ای را برای دستگاه‌ها فراهم می‌کند که معنی دار و قابل پیگیری است. ماهیت محلی شدهٔ یک سیستم آی پی اس دارای تکنولوژی‌های نوری (بصری) ،رادیویی و حتی آکوستیکی مختلفی است.
آی پی اس در صنایع تجاری، نظامی، عمده فروشی و ردیابی موجودی کاربرد دارد. چندین سیستم تجاری در بازار وجود دارند ام استانداردی برای سیستم آی پی اس وجود ندارد. در عوض هر کارگذاری (انستالیشن) متناسب با ابعاد فضایی تنظیم و سازگار می‌گردد.
برای خنثی کردن خطاهای احتمالی باید روش خوبی جهت کاهش معنادار بودجه خطا درنظر گرفته شود. این سیستم می‌تواند شامل اطلاعاتی از سیستم‌های دیگر باشد تا بتواند از عهده ابهامات فیزیکی برآید و قادر باشد خطاها را خنثی کند. جهت یابی دستگاه‌ها (اغلب جهت‌نمای مغناطیسی یا گرای مغناطیسی نامیده می‌شود زیرا می‌تواند جهت دستگاه‌های موقیعیت یابی را از جهت یابی عمودی تلفن‌های هوشمند متمایز کرده و ابهام زدایی نماید) هم از طریق مرزنشان‌های موجود در تصاویر گرفته شده از موقعیت‌های واقعی بدست می‌آید و هم از طریق بکار گرفتن جهت‌یاب‌های سه طرفهٔ ایستگاه‌های هدایت. همچنین تکنولوژی‌هایی وجود دارد برای کشف اطلاعات مغناطیس سنج که فلز درون ساختمان‌ها و موقعیت‌هایی متشکل از متریال استیل یا سنگ آهن را شناسایی می‌کند.

### کاربردها و ریزه کاری‌ها
به منظور تضعیف سیگنال‌های ایجاد شده توسط مواد ساختمانی، ماهواره‌های مبتنی بر سیستم مکان یابی جهانی (GPS) تأثیر خود را در مکان‌های داخلی ساختمان، حداقل برای چهار ماهواره، از دست می‌دهد. علاوه بر این، بازتاب‌های چندگانه در سطوح باعث انتشار حالت چند مسیری می‌شود که خطاهای غیرقابل کنترل را از بین می‌برد. تأثیرات مشابه، تمام راه حل‌های شناخته شده برای موقعیت یابی داخلی که از امواج الکترو مغناطیسی برای فرستنده-گیرنده داخلی استفاده می‌کند را کاهش می‌دهد. تعدادی از روش‌های فیزیکی و ریاضیاتی بکار می‌روند تا چنین مشکلاتی را خنثی کنند. استفاده از مکان‌یاب‌های فرکانس رادیویی برای تصحیح خطا توسط بکارگیری منابع متناوب اطلاعات هدایت کننده از قبیل دستگاه سنجش لختی (IMU)، دوربین‌های یک چشمهٔ سیستم‌های محلی سازی و نقشه‌برداری همزمان (SLAM) و وای فای اس ال ای ام امکان‌پذیر می‌گردد.
سیستم جی پی اس ایالات متحده و دیگر سیستم‌های سامانهٔ ماهواره ای ناوبری جهانی (GNSS) عموماً برای تأسیس سیستم‌های مکان یابی داخلی متناسب نیستند زیرا سقف‌ها، دیوارها دیگر اشیا باعث تضعیف و متفرق شدن ریزموج‌ها (ماکرو ویووها) می‌شوند. گرچه، به منظور اینکه سیگنال‌های موقعیت یاب در همه جا عمل کنند، می‌توان بین جی پی اس و موقعیت یاب‌های داخلی یکپارچه سازی ایجاد گردد.
در حال حاضر، گیرنده‌های جی ان اس اس حساس و حساستر ساخته می‌شوند تا قدرت پردازش میکروچیپ‌ها افزایش پیدا کند. گیرنده‌های جی ان اس اس با حساسیت بالا، قادر به دریافت سیگنال‌های ماهواره ای در بیشتر محیط‌های داخلی هستند و تلاش برای موقعیت یابی سه بعدی از فضاهای داخلی موفقیت‌آمیز بوده است. علاوه بر این، افزایش حساسیت گیرنده‌ها از تکنیک آ-جی پی اس (دستیار جی پی اس) در جایی که تقویم‌های نجومی و دیگر اطلاعات از طریق یک تلفن موبایل منتقل می‌گردد استفاده می‌شود.
گرچه، علی‌رغم این واقعیت که پوشش مناسب برای چهار ماهوارهٔ مورد نیاز جهت مکان یابی یک گیرنده با تمام طراحی‌های فعلی (در سال‌های ۲۰۰۸ تا ۲۰۱۱) برای موقعیت یابی‌های داخلی بدست نیامده، نصب جی پی اس در متروی استکهلم با موفقیت انجام شده است. راه حل‌های گسترش پوشش جی پی اس قادر بوده‌اند در پوشش دهی و مکان یابی نواحی خاص داخل ساختمانی عملکرد خوبی داشته‌اند؛ و برای چیپ سِت‌های جی پی اس استاندارد بکار رفته در تلفن‌های هوشمند هم
کاربرد دارند.

### انواع کاربردها
مکان یابی و نصب:
درعین حال که بیشتر آی پی اس‌های فعلی قادر به کشف مکان یک شئ هستند به قدری غیر دقیق هستند که نمی‌توان از آنها برای شناسایی جهت یک شئ استفاده کرد.
مکان یابی و ردیابی:
یکی از روش‌های موفقیت در متناسب و کارآمد بودن عملکرد یک چیز، توانایی در ردیابی است. موقعیت یابی‌های پشت سر هم، می‌تواند خط سیر یک شئ را از اولین وضعیت تا واقعی‌ترین وضعیت ش نشان دهد. سپس از روش‌های آماری برای انطباق موقعیت‌های مکانی تعیین شده در یک دریابی استفاده می‌شود تا بتوان از طریق آن توانمندی‌های فیزیکی شئ در حرکت را مشاهد نمود. از این روش برای هدفی که حرکت می‌کند و همچنین شئ ثابت (بدون حرکت) استفاده می‌شود تا اقدامات و عملکردهای نا معقول و بی هدف شناسایی شوند. در غیر این صورت، یک وضعیت مکانی ثابت یا حتی خط سیر تولید شده می‌تواند می‌تواند دنباله سیاری از پرش‌ها ایجاد کند.
شناسایی و جداسازی :
در بیشتر برنامه‌ها، تعداد هدف‌ها بیشتر از یکی است. از این رو آی پی اس باید برای هر یک از اهداف مشخص شده توانایی خاص و مناسب در شناسایی کردن داشته باشد و باید قادر به جداسازی و تفاوت قائل شدن بین هر یک از اهداف در هر یک گروه باشد.
یک آی پی اس باید بتواند اشیائی که ردیابی می‌شوند را شناسایی کند و نسبت به اشیاء مجاور که مورد هدف نیستند بی اعتنا باشد. بسته به نوع طراحی یا یک شبکه سنسور باید بداند از کدام تگ باید اطلاعات دریافت کند یا باید دستگاه مکان یابی وجود داشته باشد که بتواند به‌طور مستقیم هدف هارا تشخیص دهد.

### تکنولوژی‌های بی‌سیم
هر تکنولوژی بی‌سیمی می‌تواند برای مکان یابی مورد استفاده قرار گیرد. بسیاری از سیستم‌ها هستند که از امتیاز سیرساخت بی‌سیم برای موقعیت یابی داخل برخوردار هستند. سه سیستم تپولوژی اولیه برای پیکربندی سخت‌افزاری و نرم‌افزاری وجود دارند که عبارتند از: توپولوژی مبتنی بر شبکه، مبتنی بر ترمینال و ترمینال-همیار.
دقت موقعیت یابی توسط به کار گرفتن تجهیزات و نصبیجات دارای زیرساخت بی‌سیم می‌تواند افزایش پیدا کند.
سیستم موقعیت یابی بر اساس وای فای (دبلیو پی اس) :
سیستم موقعیت یابی وای فای(WPS) زمانی به کار می‌روند که جی پی اس ناکارآمد است. تکنیک محلی سازی برای موقعیت یابی توسط نقاط دسترسی بی‌سیم مبتنی بر سنجش شدت سیگنال دریافتی و روش انگشت نگاری مورد استفاده قرار می‌گیرد. برای افزایش دقت در روش‌های انگشت نگاری، تکنیک‌های پس-پردازش آماری (مانند تئوری مدل آماری گاوسی) می‌توانند به کار گرفته شوند تا مجموعه ای مجزا از انگشت نگاری‌ها به یک دسته توزیع مداوم از آر اس اس آی از هر یک نقاط دسترسی کل موقعیت مکانی انتقال یابد. پارامترهای مفید برای ردیابی موقغیت جغرافیایی هات اسپات وای فای یا نقاط دسترسی بی‌سیم شامل اس اس آی دی و آدرس ام ای سی می‌باشد. میزان دقت بستگی به تعداد موقعیت‌های مکانی دارد که وارد پایگاه داده می‌شود. نوسانات احتمالی ممکن است در سیگنال رخ دهد که می‌تواند میزان خطا را بالا ببرد و از دقت مسیر کاربر بکاهد.
بلوتوث:
کاربرد بلوتوث در ابتدا در صورت نزدیکی و مجاورت دستگاه‌ها کاربرد داشته است، در دربارهٔ موقعیت مکانی دقیق. هدف اولیه بلوتوث مانند جی پی اس نبوده است. (جی پی اس یه موقعیت خاص را نشان می‌دهد.
بلوتوث به عنوان یک ریز حفاظ یا حفاظ جغرافیایی هم شناخته می‌شود که می‌تواند به عنوان راه حلی در ردیابی اشیاء در مکان‌های داخلی به کار رود اما موقعیت یابی دقیق ندارد. یکی از کاربردهای بلوتوث این است که می‌توان آن را به نقشه‌کشی فضاهای داخلی پیوند داد.
از دیگر کاربردهای بلوتوث این است که می‌توان موقعیت یابی اسپیکر بلوتوث و شبکه خانگی را همزمان به‌طور گسترده برای اهداف مختلف مورد استفاده قرار داد.
دیگر تکنولوژی‌ها بی‌سیم عبارتند از :
شاخص قدرت سیگنال دریافتی
شناسایی زاویه ورود سیگنال
شناسایی زمان ورود سیگنال
زاویه اتصال و زمان ورود سیگنال
فروسرخ: سابقاً در بیشتر دستگاه‌های موبایل هم از اینفرارد استفاده می‌شد
پهنای فوق عریض: تداخل با دیگر دستگاه هارا کاهش می‌دهد
فرا صوت: امواجی مه بسیار آهسته حرکت می‌کنند که در نتیجه دقت را افزایش می‌دهند
سنسورهایی با دامنه بالا